# Sgt. Frog
Sgt. Frog (jap. ケロロ軍曹, Keroro Gunsō) ist ein Comedy-Manga des japanischen Zeichners Mine Yoshizaki, der auch als Anime-Serie umgesetzt wird.

## Handlung
Sergeant Keroro, ein froschähnlicher Außerirdischer, ist der Anführer eines Spähtrupps, der den Planeten Pokopen (Manga) bzw. Pekopon (Anime), die Erde, für eine Invasion auskundschaften soll. Aufgrund mehrerer Pannen verliert er jedoch zunächst den Kontakt zu den restlichen Teammitgliedern und landet im Haushalt der japanischen Familie Hinata, von der er nach einigen Auseinandersetzungen aufgenommen wird.
Als Gegenleistung dafür, dass er die Hausarbeiten erledigt, bekommt er ein eigenes Zimmer, in dem er weiterhin Pläne zur Eroberung der Erde schmiedet. Unterstützt wird er dabei vom Rest des Spähtrupps, der nach und nach wieder zusammenfindet.

## Charaktere

### Frösche
Sergeant Keroro (ケロロ)Keroro ist der Anführer des Spähtrupps, der die Erde auskundschaften sollte. Er ist gut befreundet mit Fuyuki Hinata und wird häufig Opfer von Natsumis Wutausbrüchen. Bei den Hinatas verdient er sich seine Miete als Reinigungskraft, sein Hobby ist das Zusammenbauen von Gundam-Modellen der Firma Bandai.
Korporal Giroro (ギロロ)Giroro ist der Kämpfer des Spähtrupps, schwer bewaffnet und immer gerüstet für einen Konflikt. Er ist ein alter Freund von Keroro. Beim ersten Zusammentreffen mit Natsumi unterliegt er dieser im Kampf und verliebt sich daraufhin in sie.
Gefreiter Tamama (タママ)Tamama ist der Jüngste der Truppe. Er kann Flammen aus seinem Mund abfeuern und hat eine gespaltene Persönlichkeit. Er kämpft ständig um die Gunst und Aufmerksamkeit von Keroro, zumeist steht er dabei gegen Lady Moa. Er lebt bei Momoka in ihrer Villa.
Sergeant Major Kururu (クルル)Kururu ist der Geheimdienstoffizier der Truppe und verfügt über erhebliche technische Möglichkeiten und Wissen. Er ist aber auch ziemlich pervers und verkauft unter anderem Lady-Moa-Fotos. Er wohnt bei Mutsumi und versteht sich nicht besonders gut mit Giroro.
Corporal Dororo (ドロロ)Dororo ist ein Ninja-Frosch, der sich nach seiner Landung auf der Erde dem Umweltschutz widmet. Er lebt bei Koyuki.

### Menschen
Natsumi Hinata (日向夏美)Natsumi ist die 14-jährige Schwester von Fuyuki und die Tochter von Aki Hinata. Sie ist sehr temperamentvoll und findet es, ungleich ihrem Bruder, nicht so besonders, dass die Frösche nun bei ihr daheim wohnen. Besonders schlimm findet sie Keroro, den sie ihre Abneigung auch regelmäßig und gewaltsam spüren lässt. Sie ist verliebt in Mutsumi. Im Japanischen bedeutet ihr Vorname Sommer.
Fuyuki Hinata (日向冬樹)Fuyuki ist der 12-jährige Bruder von Natsumi und Sohn von Aki Hinata. Er interessiert sich sehr für das Okkulte, Ufos, Geister und andere paranormale Erscheinungen. Er ist Vorsitzender eines Clubs in seiner Schule, der sich dem Paranormalen widmet. Er findet es ganz toll, dass sich ausgerechnet bei ihm ein Außerirdischer einfindet, und so wird Keroro sein bester Freund. Im Japanischen bedeutet sein Vorname Winter.
Aki Hinata (日向秋)Aki ist die Mutter von Natsumi und Fuyuki, ihr Alter ist unbekannt. Sie ist Herausgeberin eines Shounen-Magazins und fällt vor allem durch ihre große Oberweite auf. Als Keroro bei ihr einfällt, findet sie ihn niedlich und behält ihn. Im Japanischen bedeutet ihr Vorname Herbst.
Momoka Nishizawa (西澤桃華)Die 12-jährige Momoka ist Multimilliardärin und Fuyukis Klassenkameradin. Ebenso wie Gefreiter Tamama, der bei ihr wohnt, hat sie eine gespaltene Persönlichkeit. Ihr Vermögen verwendet sie sehr oft, um Fuyuki, in den sie verliebt ist, näher zu kommen.
Paul Moriyama (ポール・もりやま)Paul ist der loyale Butler von Momoka und ein großer Kampfsportler.
Mutsumi Saburō (ムツミ・サブロー)Mutsumi ist ein junger Künstler, der im Stadtpark seine Bilder verkauft. Er hat sich mit Sergeant Major Kururu zusammengetan, der ihm ermöglicht hat, seinen Zeichnungen Leben einzuhauchen. Da die Schriftzeichen seines Vornamens auch als „Sechs-Zwei-Drei“ gelesen werden können, unterschreibt er seine Werke mit 623.

### Sonstige Figuren
Lady Angol MoisAngol Mois (アンゴル＝モア, Angoru Moa) ist eine Außerirdische und der von Nostradamus prophezeite König des Schreckens, der 1999 die Erde vernichten soll. Sie hat zwei Erscheinungsbilder und trägt einen Stab mit sich, mit dem sie ganze Planeten zerstören kann. Sie ist ziemlich naiv und nennt Keroro, den sie von früher kennt, „Onkelchen“. Den Hinatas gelingt es immer wieder, ihr die Zerstörung der Erde auszureden.

## Veröffentlichung
Sgt. Frog erscheint in Japan seit 1999 in Einzelkapiteln im Manga-Magazin Shōnen Ace des Kadokawa-Shoten-Verlags. Diese Einzelkapitel werden auch regelmäßig in bisher 19 Sammelbänden zusammengefasst.
Auf Deutsch erschien die Serie erstmals im November 2004 bei Tokyopop, wurde jedoch nach 16 Bänden abgebrochen. Die Übersetzung stammt von Stefan Hofmeister. Der Manga wird in Nordamerika von Tokyopop und in Frankreich und den Niederlanden von Kana veröffentlicht. Außerdem gibt es spanische und schwedische Fassungen.

## Adaptionen

### Fernsehserie
Studio Sunrise produziert auf der Grundlage des Mangas eine Anime-Serie, bei der Yusuke Yamamoto und Junichi Sato Regie führen. Das Charakterdesign entwarf Fumitoshi Oisaki. Der Anime wird seit dem 3. April 2004 im japanischen Fernsehen auf TV Tokyo ausgestrahlt. Wiederholungen erfolgen bei Bandai Channel und Animax.
In der Serie wurde die Bezeichnung Pokopen für die Erde in Pekopon geändert, da pokopen während des Zweiten Japanisch-Chinesischen Kriegs eine abschätzige Bezeichnung für Chinesen war und in etwa „wertlos“ bedeutet, so dass das Wort im Fernsehen vermieden wird.
Die Serie wird in Südostasien, Frankreich, Spanien, Italien und auf den Philippinen im Fernsehen ausgestrahlt und wurde auch ins Englische und Chinesische übersetzt.

#### Synchronisation
| Rolle                 | Japanischer Sprecher (Seiyū)                                |
| --------------------- | ----------------------------------------------------------- |
| Aki Hinata            | Akiko Hiramatsu                                             |
| Natsumi Hinata        | Chiwa Saitō                                                 |
| Gefreiter Tamama      | Etsuko Kozakura                                             |
| Fuyuki Hinata         | Tomoko Kawakami (Folge 1–230) Hōko Kuwashima (ab Folge 232) |
| Korporal Giroro       | Jōji Nakata                                                 |
| Sergeant Keroro       | Kumiko Watanabe                                             |
| Keroros Mutter        | Sachiko Chijimatsu                                          |
| New Keroro            | Aoi Yūki                                                    |
| Tororo                | Kappei Yamaguchi                                            |
| Myo Kaneami           | Ai Kayano                                                   |
| Angol Mois            | Maiko Noto                                                  |
| Paul                  | Keiji Fujiwara                                              |
| Tomosu Hinohara       | Emiri Katō                                                  |
| Saburo                | Akira Ishida                                                |
| Garuru                | Akio Ōtsuka                                                 |
| Sergeant Major Kururu | Takehito Koyasu                                             |
| Lanze Korporal Dororo | Takeshi Kusao                                               |

#### Musik
Für die Vorspanne verwendete man folgende Titel:
- KERO! to MARCH von Nobuaki Kakuda und Juri Ihata
- Zenkoku Musekinin Jidai von GAGAGA SP
- Kimi ni JUICE wo Katte Ageru von GROUP Tamashii
- Hareru Michi ~ Uchūjin (Omēra) Awaseru Kao ga nee!~ von JK
- You-You-You von POLYSICS
- Kaettekita KERO! to MARCH von Ichirō Zaitsu und Yuko Ogura
- FUNDARI KETTARI von DYLAN AND CATHERINE
- Nante Suteki na Doyōbi von KERORO Shōtai
- HELLO DARWIN! ~Kōkishin ON DEMAND~ von JAM Project
- KERO! to MARCH (Shōtai Version) von KERORO Shōtai

Die Abspannlieder sind folgende:
- AFRO Gunsō von DANCE MAN
- PEKOPON Shinryaku Ondo von ONDO GIRL meets KERORO Shoutai
- KERORO Shōutai Kōunin! Netsuretsu Kangeiteki Ekaki Uta!! von Keroro Shoutai
- Katte ni SHINRYAKUSHA von Naoya Ogawa und Mayuko Iwasa
- KOKORO no Mondai von toutou
- Shōri no Hanabira von Chinatouchable
- Cycling Recycle von Kirin
- Eien ni von AFROMANIA
- Kurutto, Mawatte, Ikkaiten von KIGURUMI
- NIKONIKO CHAMP von NON STYLE
- KERO Neko no TANGO von Osamu Minagawa und Hibari Children Chorus
- Omatase Chikyū Icchō! von KERORO Shōtai
- Bokura no Aikotoba von Natsumi Kiyōra
- KE, KE, KERORO no Daisakusen! von KERORO Shōtai
- Daijōbu SUPPONPON FRIEND von Yoshio Kojima

### Filme
Zur Serie wurden in Japan fünf Filme veröffentlicht. Bei den Produktionen der Spielfilme von Studio Sunrise führte Junichi Sato Regie, Mine Yoshizaki war bei den letzten drei Produktionen beteiligt.
- Chō Gekijōban Keroro Gunsō (超劇場版 ケロロ軍曹) kam am 1. März 2006 in die japanischen Kinos.
- Chō Gekijōban Keroro Gunsō 2: Shinkai no Princess de Arimasu! (超劇場版 ケロロ軍曹２ 深海のプリンセスであります！) kam am 17. März 2007 in die japanischen Kinos.
- Chibi Kero (ちびケロ), der Kurzfilm kam am 17. März 2007 in die japanischen Kinos.
- Chō Gekijōban Keroro Gunsō 3: Keroro Tai Keroro - Tenkū Daikessen de Arimasu! (超劇場版ケロロ軍曹3 ケロロ対ケロロ 天空大決戦であります！) kam am 1. März 2008 in die japanischen Kinos.
- Chō Gekijōban Keroro Gunsō Gekishin Dragon Warriors De Arimasu! (超劇場版 ケロロ軍曹 撃侵 ドラゴンウォリアーズ であります！) kam am 7. März 2009 in die japanischen Kinos.
- Chō Gekijōban Keroro Gunsō: Kero Ball no Himitsu (超劇場版 ケロロ軍曹 撃侵 ドラゴンウォリアーズ であります！) kam am 7. März 2009 in die japanischen Kinos.

## Erfolg
Sgt. Frog wurde 2005 mit dem 50. Shōgakukan-Manga-Preis in der Kategorie „Kinder“ ausgezeichnet. Der 18. Band des Mangas verkaufte sich in Japan über 100.000 mal.

## Rezeption
Die Fanzeitschrift Funime zählt den Manga zu dem in Deutschland wenig vorkommenden Genre des Fun-Mangas, ähnlich wie Doraemon. Dabei enthalte der Manga für dieses Genre ungewöhnlich viele Etchi-Szenen, dies wirke aber nicht aufgesetzt und der Manga sei insgesamt witzig. Der Charakter Momokas als Mädchen, das hinter einem Jungen her ist, anstatt wie üblicherweise umgekehrt, sei außerdem eine Besonderheit.